# 第2潜水戦隊 (アメリカ海軍)
第2潜水戦隊（英称：Submarine Squadron 2）は、大西洋艦隊潜水艦部隊隷下だった潜水艦部隊の一つ。コネチカット州ニューロンドン海軍潜水艦基地に配備されていた。2012年1月13日に解隊し、第4潜水戦隊に統合された。

## 概要
第2潜水戦隊は、1945年10月にコネチカット州ニューロンドン海軍潜水艦基地で編成され、初代司令にはL.S.パークス大佐が就任した。
ガトー級潜水艦からロサンゼルス級原子力潜水艦まで延べ100隻の潜水艦が創隊からの歴史の中で配備されており、その中には世界初の原子力潜水艦であるノーチラス(USS Nautilus, SSN-571)とアメリカ海軍唯一の原子力深海探査艇NR-1も含まれる。第2潜水戦隊には最大12隻の潜水艦が配備されていた。
2012年1月13日にニューロンドン海軍潜水艦基地で第2潜水戦隊の解隊式典が行われ、第4潜水戦隊に統合されるとともに、所属艦は第4潜水戦隊と第12潜水開発戦隊に編成替えされた。

## 創隊時の所属艦
- SS-214 グルーパー (USS Grouper, SS-214)[1]
- SS-229 フライングフィッシュ (USS Flying Fish, SS-229)[1]
- SS-230 フィンバック (USS Finback, SS-230)[1]
- SS-270 レイトン (USS Raton, SS-270)[1]
- SS-403 アトゥル (USS Atule, SS-403)[1]
- SS-424 クィルバック (USS Quillback, SS-424)[1]
- SS-488 サーダ (USS Sarda, SS-488)[1]
- ASR-3 チェウィンク（英語版） (USS Chewink, ASR-3)[1]

## 解隊時の所属艦
- SSN-700 ダラス (USS Dallas, SSN-700)[1]　※第12潜水開発戦隊に編成替え
- SSN-719 プロビデンス (USS Providence, SSN-719)[1]　※第12潜水開発戦隊に編成替え
- SSN-720 ピッツバーグ (USS Pittsburgh, SSN-720)[1]　※第12潜水開発戦隊に編成替え
- SSN-761 スプリングフィールド (USS Springfield, SSN-761)[1]　※第4潜水戦隊に編成替え